# 大森北斗
大森 北斗（おおもり ほくと、1995年6月28日 - ）は、日本の男性プロレスラー。北海道江別市出身。全日本プロレス所属。

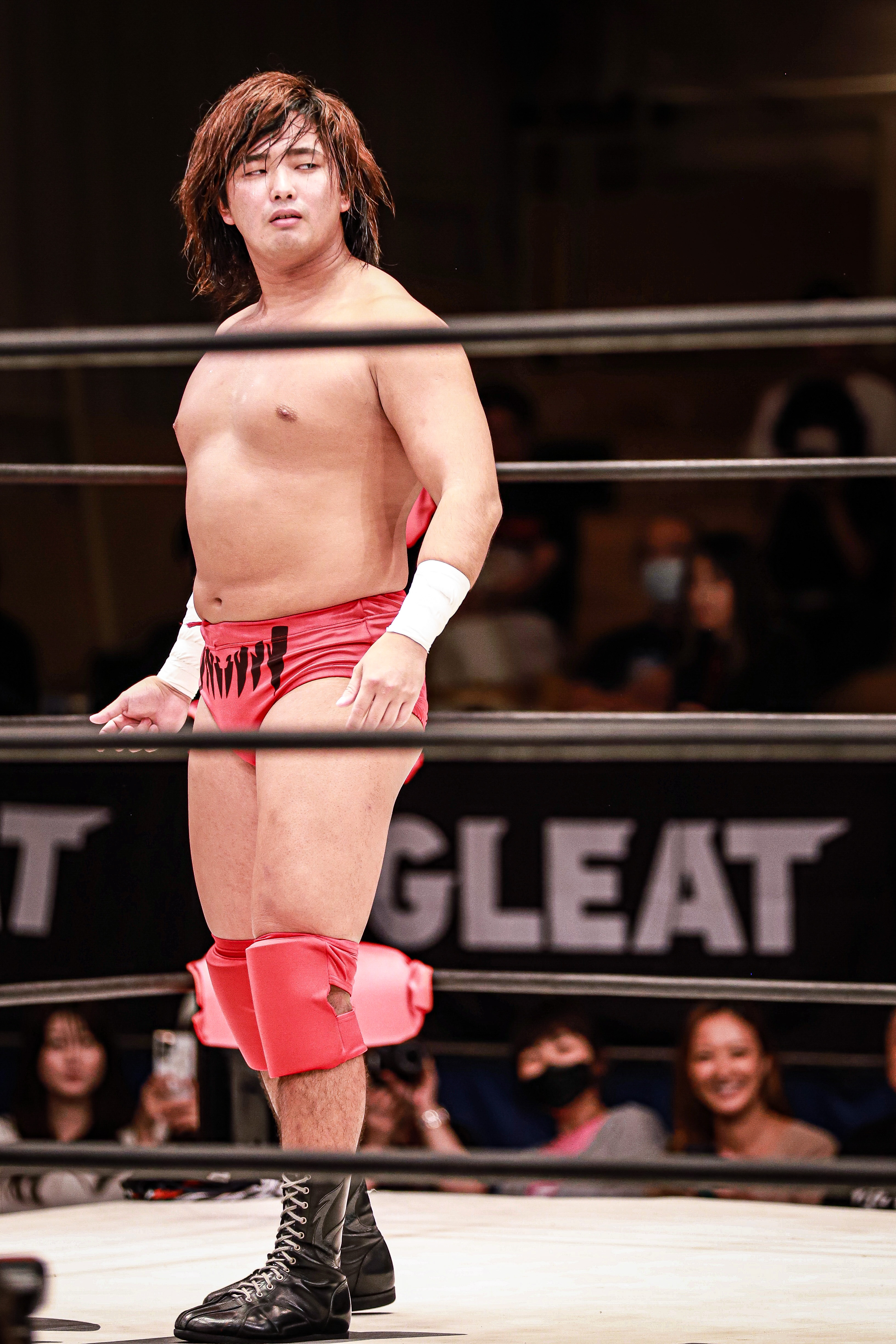
2023.08.23 GLEAT x AJPW 後楽園ホール 大森北斗選手

## 経歴
入門前には野球、バレーボール、総合格闘技を経験。山本喧一の総合格闘技ジム「パワー・オブ・ドリーム」に所属し、キャプテンを務めていた。

### 全日本プロレス
2018年5月1日、全日本プロレス入門。11月17日、地元・北海道の札幌大会で岡田佑介とのシングル戦でデビュー。8分45秒、逆エビ固めで敗北。
2019年のJr. TAG BATTLE OF GLORYにおいて、青木篤志の訃報を受け佐藤光留のパートナーに岡田佑介が名乗り出たことから、フランシスコ・アキラのパートナーが空いたところ、社長（当時）の秋山準の抜擢により、北斗が同タッグリーグ初出場。しかし0勝2敗3引分け、得点3で最下位に終わる。
同年11月、自身のデビュー一周年を記念し、出身地の北海道で「大森北斗 北海道試練の三番勝負」を実施。大森隆男、岩本煌史、ヨシタツの3人と、それぞれシングルマッチを行った。岩本からは孤高の芸術、ヨシタツからはヨシタツ狂想曲（ラプソディー）とフィニッシャーを受け、結果は全敗に終わった。
2020年、世界ジュニアヘビー級王者である横須賀ススムより、5回目の防衛戦の相手に「純然たる王道の遺伝子」を持つ生え抜きの北斗を抜擢。しかしヨースケ♡サンタマリアの主張で急きょ3WAYマッチとなり、北斗はマリアを下したもののススムには敗れ、初戴冠はならなかった。

#### Enfants Terribles - TOTAL ECLIPSE
同年開催の第5回あすなろ杯争奪リーグ戦では全勝優勝と世界ジュニアへの再挑戦を宣言していたが、7月13日の最終戦で田村男児に敗れ準優勝。試合後に自由を求めて「Enfants Terribles」への加入を宣言し、芦野祥太郎に承諾される。以降はヒールとなり、尊大な発言や試合への介入を行うようになった。また加入後から投げキッスをアピールに取り入れている。反面、同年はJr. TAG BATTLE OF GLORYで準決勝敗退、翌2021年もアジアタッグ選手権にて自身が扱き下ろしていたイザナギに直接ピンフォールを奪われるなど、結果を出せずにいた。
2021年2月23日、芦野を裏切る形でEnfants Terriblesが分裂、ジェイク・リーとTAJIRIが合流し「TOTAL ECLIPSE」を結成。6月26日、TAJIRI&児玉裕輔と組み全日本プロレスTV認定6人タッグ王座に挑戦、自身がブラックめんそーれよりフォールを奪い初のタイトルを獲得した。しかし初防衛戦にて、今度は自身が立花誠吾からピンフォールを取られ失冠。その後、同年のJr. TAG BATTLE OF GLORYに児玉と組み出場、優勝を果たすと、翌2022年1月2日にT-Hawk、エル・リンダマンの保持するアジアタッグ王座に挑み、自身がリンダマンを降し初戴冠を果たした。
同年7月14日、アジアタッグを失冠すると、4日後の7月18日にはパートナーの児玉が離脱。前後してジェイクとともに青柳優馬および青柳亮生や石川修司らと組む機会が増える。9月18日の日本武道館大会では鈴木みのるとのシングルマッチに挑み、敗れたものの評価を高める。しかし同年のJr. BATTLE OF GLORYは全敗で無得点に終わった。

#### ヘビー級転向
2023年1月2日、再び鈴木とタッグで戦い敗北。試合後に土下座して共闘を申し入れ、鈴木に受諾される。さらに翌日の試合後、ヘビー級転向を宣言した。同年1月16日、全日本プロレスは大森に対し酒席でのコンプライアンス違反があったとして、同年3月31日までの3か月間30%の減給と禁酒を科す処分を発表した。
6月9日、ALL TOGETHER AGAIN 元気があれば何でもできる!に出場。小島聡と組み、中嶋勝彦&潮崎豪と対決するも北斗が敗れる。
7月22日には同い年の青柳優馬の保持する三冠ヘビー級王座に初挑戦するも敗北、翌23日に優馬と宮原健斗が保持する世界タッグ王座に、鈴木みのるとのコンビで挑戦するも敗れる。11月5日には、同じくみのるとのタッグで斉藤ジュン&斉藤レイが保持する世界タッグ王座に挑戦するも敗北。
11月より中嶋勝彦が全日マットに参戦するとパートナーに名乗りを挙げ、中嶋は拒否するも同年の世界最強タッグ決定リーグ戦に強引にエントリー。諍いを繰り返しながらも、最終的には優勝を飾る。余勢を駆って、翌2024年に中嶋と世界タッグ王座に挑むも、中嶋がピンフォールを取られ戴冠はならなかった。
3月30日に中嶋が三冠王座から陥落すると、中嶋の全日本参戦が途絶え、パートナー不在となる。

#### 北斗軍
2024年頃から自身のタッグを「北斗軍」と呼び始め（中嶋とのタッグもそう自称していた）、次々とタッグパートナーを北斗軍のメンバーと見なし始める。中嶋の離脱後、かつて共闘していた羆嵐とのタッグで北斗軍が本格始動。その後ハートリー・ジャクソン、愛澤 No.1、ジャック・ケネディとメンバーを増やし、6月24日にXの投入を予告。Xの正体はサイラスで、同日より北斗もコスチュームを一新し、最強軍団結成をアピールした。

## 得意技

### フィニッシュ・ホールド
無想一閃
ブレーンバスターの体勢から自身の右手で相手の右足を抱え込んで逆さまに担ぎ上げ、シットダウンと同時に後頭部からマットに突き刺す「変形フィッシャーマン・ドライバー」。アジアタッグ戴冠も果たした北斗のフィニッシャー。
ナルシストロール
ヘッドシザーズ・ホイップを仕掛けつつ相手の左脚を取り、そのままフォールする丸め込み技。
2022年4月9日、ライジングHAYATO戦で初公開し勝利した。
ナルシストロック
仰向け状態の相手の右腕を自身の両脚でロックし、左腕をV1アームロックで締め上げる複合関節技 。
2023年4月8日、石川修司戦で初公開し勝利した。
ナルシストプレス
所謂フロッグスプラッシュ。技名について青柳優馬から執拗に「わがままボディプレス」と訂正されている。

### 投げ技
RKO
ジャーマン・スープレックス
ドラゴン・スープレックス

### 打撃技
ワースト・オブ・ザ・ワースト
ミサイルキック

## タイトル歴
全日本プロレス
- アジアタッグ王座（第112代）- パートナーは児玉裕輔
- 全日本プロレスTV認定6人タッグ王座（第2代、第9代、第11代）- パートナーはTAJIRI&児玉裕輔（第2代）、羆嵐&サイラス（第9代）、羆嵐&吉田隆司（第11代）
- Jr. TAG BATTLE OF GLORY 優勝（2021年）- パートナーは児玉裕輔
- 世界最強タッグ決定リーグ戦 優勝（2023年） - パートナーは中嶋勝彦

## 入場テーマ曲
- INSIDE OF ME / VAMPS
- Beginning of the legend

## メディア出演
- 宮原健斗のトレーニング最高ですか!?（2020年5月5日 - 、GAORA）
- ようこそ運ダーランド～今年イチの強運は誰だ？～（東海テレビ制作・フジテレビ系全国ネット、2022年12月24日）
- ようこそ運ダーランド～最強運No．1決定戦2023秋～（東海テレビ制作・フジテレビ系全国ネット、2023年10月7日）

## エピソード
- 目標とする選手は青木篤志。将来の目標には世界ジュニアヘビー級王者を掲げている[5]。
- デビュー時のコスチュームは灰色。自身によるセレクトで、その理由は「他に使っている人がいないから」とのこと。その後、2020年4月6日より黒のショートタイツにコスチュームを変えた[30]。2023年頃からは赤いコスチュームと青いコスチュームを使い分け、北斗軍結成後は再び黒のショートタイツに回帰している。
- L'Arc〜en〜Cielの大ファン。
- 2020年2月22日、同期の青柳亮生・田村男児とパワフル系YouTuber「ノータップス」を結成。自身の得意技から、動画内では「ジャーマン」を名乗っている。